# قصر الأمير عمرو إبراهيم
قصر الأمير عمرو إبراهيم هو مبنى تاريخي في جزيرة الزمالك بالقاهرة، استُخدم كأول متحف للخزف في مصر ومتحف الخزف الإسلامي وكمركز فني.

## التاريخ والموقع
يقع القصر في منطقة الجزيرة بحي الزمالك في القاهرة. بُني القصر بأمر من الأمير عمرو إبراهيم (المولود عام 1903 والمتوفى عام1977م)من سلالة محمد علي عام 1921م. الأمير عمرو إبراهيم هو زوجنجلاء هبة الله سلطان حفيدة الحاكم العثماني محمد السادس، والمعروف أيضًا باسم وحيد الدين. كان مهندس المبنى هو جارو باليان، أصغر أفراد عائلة باليان العريقة. وبلغت تكلفة البناء حوالي 200 مليون يورو (257 مليون دولار).
استخدم القصر الأمير عمرو إبراهيم وزوجته الأميرة نجلاء هبة الله سلطان كمقر صيفي للقصر.

## الأسلوب والتصميم
بني القصر على الطراز المعماري العثماني الجديد والإسلامي الجديد. كما يعكس الأنماط السائدة لسلالة محمد علي من حيث الطراز المعماري والزخرفي. وتظهر أيضًا تأثيرات مغربية وأندلسية في عمارة القصر.
تبلغ المساحة الإجمالية للمبنى 850 متر مربع. وهي مكونة من قبو وطابقين. يوجد في المدخل نافورة رخامية مزينة بخزف أزرق. القصر محاط بحديقة بمساحة 2800 متر مربع.

## الاستخدامات
أصبح القصر ملكًا للدولة في 9 نوفمبر 1953 بعد ثورة 23 يوليو في مصر. استُخد في أول الأمر كنادي للاتحاد الاشتراكي العربي حتى عام 1971م. ومنذ عام 1971، استخدمت وزارة الثقافة القصر كمعرض للوحات التي وهبها رئيس الوزراء السابق محمد محمود خليل باشا.
```
جدد المبنى المهندس المعماري المصري 
علي رأفت
 في عام 1998
[
12
]
 وأصبح موقعًا لمتحف الخزف الإسلامي في فبراير 1999م.
[
21
]
[
22
]
 واعتبارًا من يناير 2019. أعيد افتتاح المتحف بعد المزيد من أعمال التجديد الشاملة في أكتوبر 2024.
[
23
]
 الدخول إلى القصر والمتحف مجاني
[
24
]
```

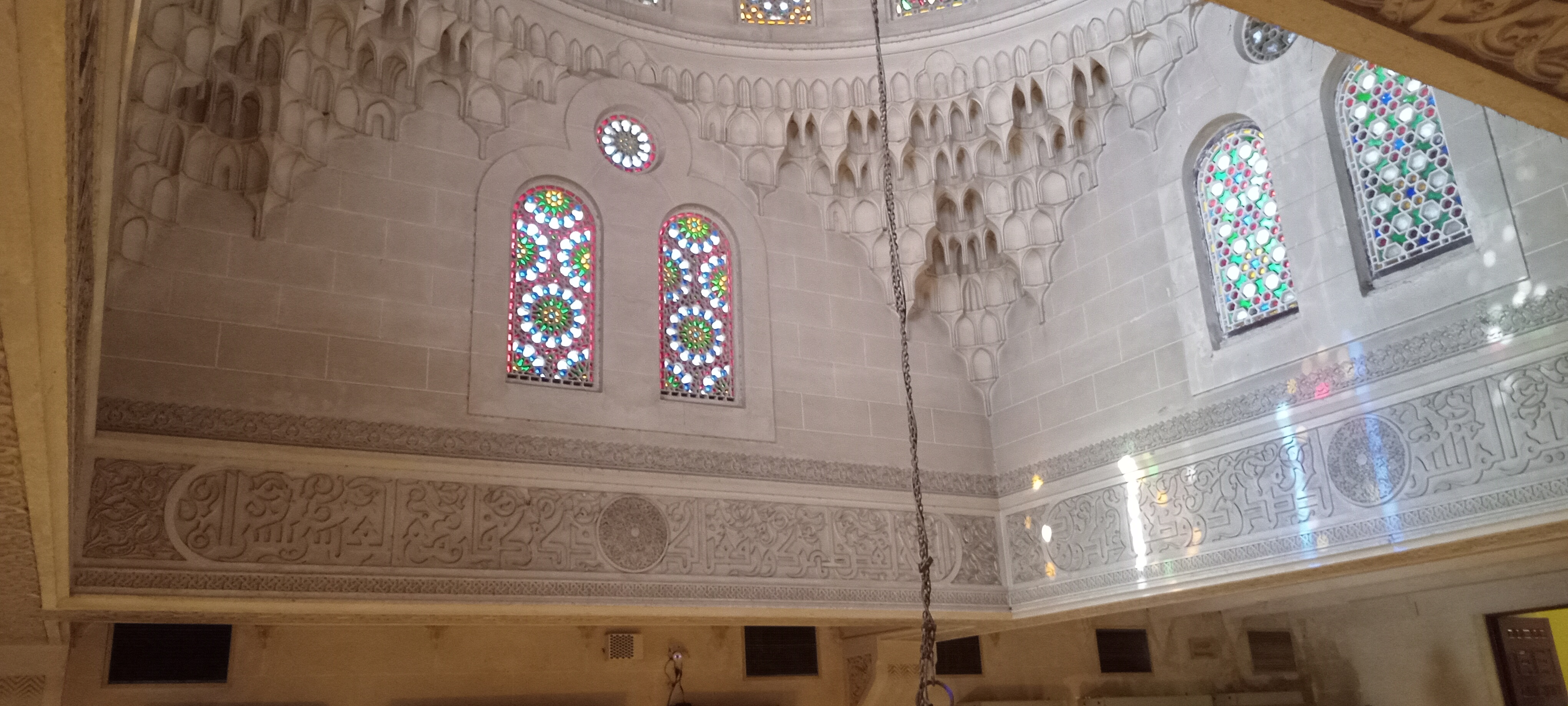
منظر داخلي للقبة مع نوافذ زجاجية ملونة
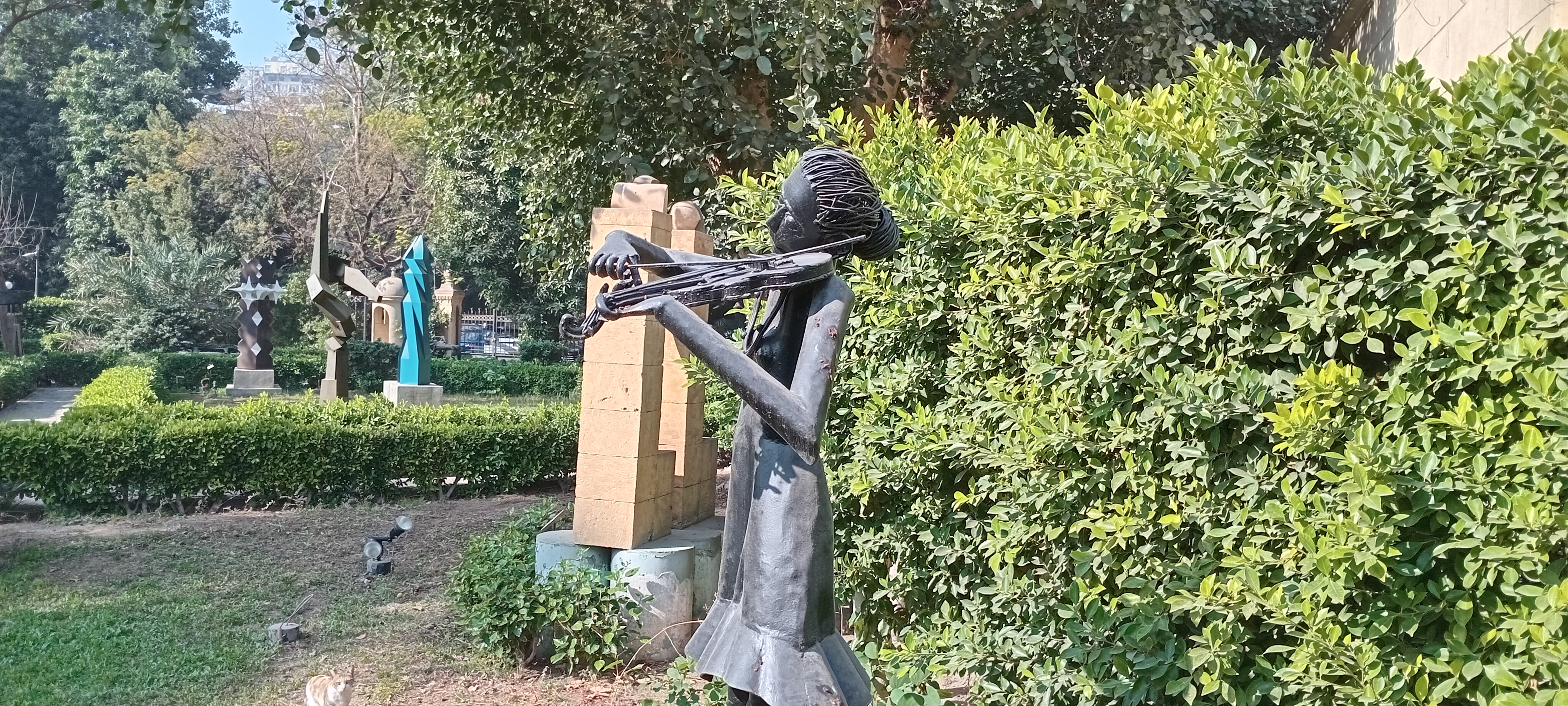
تضم الحديقة منحوتات فنية حديثة
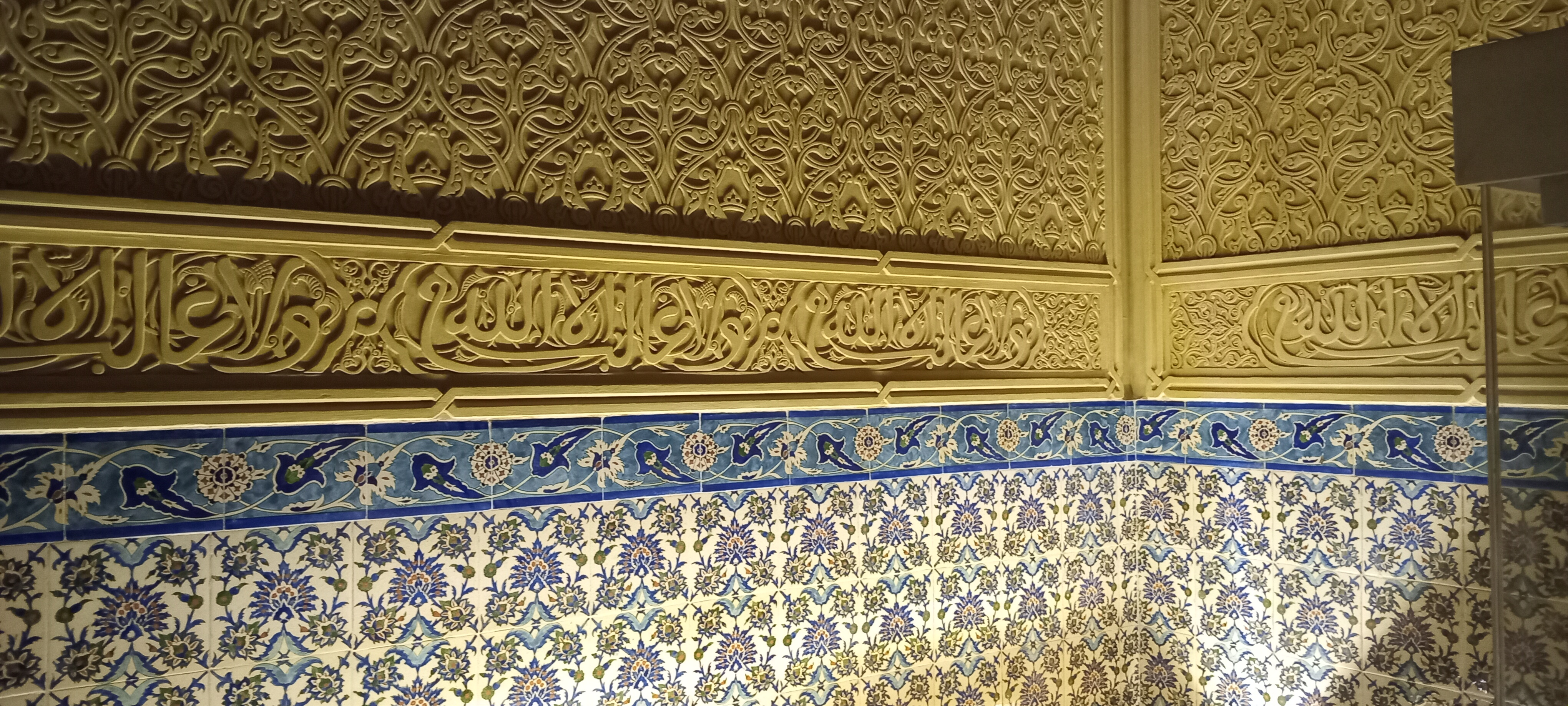
زخرفة من الجص والبلاط الخزفي في غرفة بالطابق الأرضي

## روابط خارجية
- مركز الفنون نسخة محفوظة 24 فبراير 2024 على موقع واي باك مشين.
- موقع Trip Advisor